# خوليو سيزار أنتونيز
خوليو سيزار أنتونيز (بالإسبانية: Julio César Antúnez) هو مدرب كرة قدم ولاعب كرة قدم أوروغواياني في مركز الدفاع، ولد في 9 يناير 1956 في مونتيفيديو في الأوروغواي. لعب مع ديبورتيس إيكيكي.